# Nantes Rezé Basket
Nantes Rezé Basket is een Franse basketbalclub voor dames uit Rezé bij Nantes actief in de Ligue féminine de basket, de hoogste Franse damesbasketbalcompetitie.
De club opgericht in 2006 speelt in de Salle de la Trocardière, een stadion met een capaciteit van 4.238 toeschouwers in Rezé. Voorzitter van de club sinds de zomer van 2018 is Jean-Pierre Ciglia. Trainer sinds 2012 is Emmanuel Cœuret.

## Erelijst
- Coupe de France:

2013 (Runner-up)